# Европско првенство у атлетици на отвореном 1986 — скок увис за мушкарце
Скок увис у мушкој конкуренцији на 14. Европском првенству у атлетици 1986. одржано је 30. и 31. августа на Стадиону Мерцедес-Бенц арена у Штутгарту (Западна Немачка) .
Титулу освојену у Атини 1982 бранио је Дитмар Мегенбург из Западне Немачке.

## Земље учеснице
Учествовало је 17 такмичара из 11 земаља. 
1. Аустрија (1)
2. Бугарска (1)
3. Западна Немачка (3)
4. Источна Немачка (1)
5. Пољска (1)
6. Румунија (3)
7. СССР (3)
8. Уједињено Краљевство (1)
9. Чехословачка (1)
10. Швајцарска (1)
11. Шведска (1)

## Рекорди
| Рекорди пре почетка Европског првенства 1986.     | Рекорди пре почетка Европског првенства 1986. | Рекорди пре почетка Европског првенства 1986. | Рекорди пре почетка Европског првенства 1986. | Рекорди пре почетка Европског првенства 1986. | Рекорди пре почетка Европског првенства 1986. |
| ------------------------------------------------- | --------------------------------------------- | --------------------------------------------- | --------------------------------------------- | --------------------------------------------- | --------------------------------------------- |
| Светски рекорд                                    | Игор Паклин                                   | Совјетски Савез                               | 2,41                                          | Кобе, Јапан                                   | 4. септембар 1985.                            |
| Европски рекорд                                   | Игор Паклин                                   | Совјетски Савез                               | 2,41                                          | Кобе, Јапан                                   | 4. септембар 1985.                            |
| Рекорди европских првенстава                      | Владимир Јашченко                             | Совјетски Савез                               | 2,30                                          | Праг, Чехословачка                            | 2. септембар 1978.                            |
| Рекорди европских првенстава                      | Дитмар Мегенбург                              | Западна Немачка                               | 2,30                                          | Атина, Грчка                                  | 11. септембар 1982.                           |
| Најбољи светски резултат сезоне                   | Игор Паклин                                   | Совјетски Савез                               | 2,37                                          | Келн, Западна Немачка                         | 17. август 1986.                              |
| Најбољи европски резултат сезоне                  | Игор Паклин                                   | Совјетски Савез                               | 2,37                                          | Келн, Западна Немачка                         | 17. август 1986.                              |
| Рекорди после завршеног Европског првенства 1986. |                                               |                                               |                                               |                                               |                                               |
| Рекорди европских првенстава                      | Игор Паклин                                   | Совјетски Савез                               | 2,34                                          | Штутгарт, Западна Немачка                     | 31. август 1986.                              |

### Најбољи европски резултати у 1986. години
Десет најбољих европских такмичара 1986. године до почетка првенства (25. август), имали су следећи пласман на европској и светској ранг листи. (СРЛ).
| 1.  | Игор Паклин         | Совјетски Савез | 2,37 | 17. август | 1. СРЛ  |
| 2.  | Генадиј Авдејенко   | Совјетски Савез | 2,35 | 1. јун     | 3. СРЛ  |
| 3.  | Јан Звара           | Чехословачка    | 2,34 | 14. јун    | 4. СРЛ  |
| 3.  | Валериј Середа      | Совјетски Савез | 2,34 | 15. јул    | 4. СРЛ  |
| 5.  | Андреј Морозов      | Совјетски Савез | 2,33 | 19. јул    | 9. СРЛ  |
| 5.  | Патрик Шеберг       | Шведска         | 2,33 | 9. август  | 9. СРЛ  |
| 7.  | Александр Котович   | Совјетски Савез | 2,32 | 8. јун     | 12. СРЛ |
| 7.  | Сорин Матеј         | Румунија        | 2,32 | 9. јул     | 12. СРЛ |
| 7.  | Сергеј Малченко     | Совјетски Савез | 2,32 | 15. јул    | 12. СРЛ |
| 10. | Алексеј Денисов     | Совјетски Савез | 2,31 | 8. мај     | 15. СРЛ |
| 10. | Еди Анис            | Белгија         | 2,31 | 24. мај    | 15. СРЛ |
| 10. | Константин Милитару | Румунија        | 2,31 | 24. мај    | 15. СРЛ |
| 10. | Карло Тренхарт      | Западна Немачка | 2,31 | 2. јул     | 15. СРЛ |
| 10. | Кжиштоф Кравчик     | Пољска          | 2,31 | 8. август  | 15. СРЛ |

Такмичари чија су имена подебљана учествовали су на ЕП.

## Освајачи медаља
|                    |                        |                                  |
| Игор Паклин · СССР | Сергеј Малченко · СССР | Карло Тренхарт · Западна Немачка |

## Сатница
| Датум      | Време | Коло          |
| ---------- | ----- | ------------- |
| 30. август |       | Квалификације |
| 31. август |       | Финале        |

## Резултати

### Квалификације
У квалификацијама било је 17 такмичара. Квалификациона норма за финале износила је 2,26 м (КВ) коју су прескочила 9 такмичара a 5 се пласирало на основу резултата (кв).
| Пласман | Група | Атлетичар           | Земља                | Резултат | Белешке |
| ------- | ----- | ------------------- | -------------------- | -------- | ------- |
| 1.      | -     | Дитмар Мегенбург    | Западна Немачка      | 2,26     | КВ      |
| 2.      | -     | Патрик Шеберг       | Шведска              | 2,26     | КВ      |
| 3.      | -     | Герд Весиг          | Источна Немачка      | 2,26     | КВ, ЛРС |
| 4.      | -     | Кжиштоф Кравчик     | Пољска               | 2,26     | КВ      |
| 5.      | -     | Карло Тренхарт      | Западна Немачка      | 2,26     | КВ      |
| 6.      | -     | Џеф Парсонс         | Уједињено Краљевство | 2,26     | КВ      |
| 7.      | -     | Игор Паклин         | СССР                 | 2,26     | КВ      |
| 8.      | -     | Јан Звара           | Чехословачка         | 2,26     | КВ      |
| 9.      | -     | Валериј Середа      | СССР                 | 2,26     | КВ      |
| 10.     | -     | Кристијан Попеску   | Румунија             | 2,23     | кв      |
| 11.     | -     | Сорин Матеј         | Румунија             | 2,23     | кв, ЛРС |
| 12.     | -     | Сергеј Малченко     | СССР                 | 2,23     | кв      |
| 13.     | -     | Георги Даков        | Бугарска             | 2,23     | кв      |
| 14.     | -     | Бернард Бенш        | Западна Немачка      | 2,23     | кв, ЛРС |
| 15.     | -     | Константин Милитару | Румунија             | 2,19     |         |
| 16.     | -     | Роланд Далхаусер    | Швајцарска           | 2,19     | ЛРС     |
| 17.     | -     | Маркус Ајнбергер    | Аустрија             | 2,10     |         |

### Финале
Финале је одржано 31. августа 1986. године.
| Пласман | Атлетичар         | Земља                | Резултат | Белешке |
| ------- | ----------------- | -------------------- | -------- | ------- |
|         | Игор Паклин       | СССР                 | 2,34     | РЕП     |
|         | Сергеј Малченко   | СССР                 | 2,31     |         |
|         | Карло Тренхарт    | Западна Немачка      | 2,31     | ЛРС     |
| 4.      | Дитмар Мегенбург  | Западна Немачка      | 2,28     | ЛРС     |
| 5.      | Кжиштоф Кравчик   | Пољска               | 2,28     |         |
| 6.      | Патрик Шеберг     | Шведска              | 2,25     |         |
| 7.      | Герд Весиг        | Источна Немачка      | 2,25     |         |
| 8.      | Кристијан Попеску | Румунија             | 2,25     | ЛРС     |
| 9.      | Јан Звара         | Чехословачка         | 2,21     |         |
| 9.      | Џеф Парсонс       | Уједињено Краљевство | 2,21     |         |
| 11.     | Бернард Бенш      | Западна Немачка      | 2,17     |         |
| 11.     | Валериј Середа    | СССР                 | 2,17     |         |
| 11.     | Георги Даков      | Бугарска             | 2,17     |         |
| 14.     | Сорин Матеј       | Румунија             | 2,12     |         |

## Укупни биланс медаља у скоку увис за мушкарце после 14. Европског првенства на отвореном 1934—1986.
|     | Земља                |    |    |    |    |
| --- | -------------------- | -- | -- | -- | -- |
| 1.  | Совјетски Савез      | 5  | 3  | 3  | 11 |
| 2.  | Шведска              | 4  | 2  | 1  | 7  |
| 3.  | Финска               | 1  | 2  | 3  | 6  |
| 4.  | Француска            | 1  | 1  | 1  | 3  |
| 5.  | Западна Немачка      | 1  | 0  | 2  | 3  |
| 6.  | Уједињено Краљевство | 1  | 1  | 0  | 2  |
| 7.  | Данска               | 1  | 0  | 0  | 1  |
| 8.  | Чехословачка         | 0  | 2  | 2  | 4  |
| 9.  | Норвешка             | 0  | 1  | 0  | 1  |
| 9.  | Пољска               | 0  | 1  | 0  | 1  |
| 9.  | Румунија             | 0  | 1  | 0  | 1  |
| 12. | Италија              | 0  | 0  | 1  | 1  |
| 12. | Источна Немачка      | 0  | 0  | 1  | 1  |
|     | Укупно {13}          | 14 | 14 | 14 | 42 |

|    | Атлетичар      | Земља                |   |   |   |   |
| -- | -------------- | -------------------- | - | - | - | - |
| 1. | Калеви Коткас  | Финска               | 1 | 1 | 0 | 2 |
| 1. | Алан Патерсон  | Уједињено Краљевство | 1 | 1 | 0 | 2 |
| 1. | Кестутис Шапка | Совјетски Савез      | 1 | 1 | 0 | 2 |
| 4. | Јиржи Лански   | Чехословачка         | 0 | 2 | 0 | 2 |
| 5. | Стиг Петерсон  | Шведска              | 0 | 1 | 1 | 2 |